# Roland Weißflog
Roland Weißflog (geb. 12. August 1933) ist ein ehemaliger deutscher Fußballspieler.

## Sportliche Laufbahn
Weißflog gehörte als Sturm ab dem 11. November 1954 zum Kader des neu gegründeten SC Empor Rostock. Beim ersten Spiel am 14. November 1954 gegen die BSG Chemie Karl-Marx-Stadt war er noch Auswechselspieler. Zu seinem einzigen Einsatz in der DDR-Oberliga kam er am 4. Dezember 1955 beim 4:1 gegen ZSK Vorwärts Berlin, als er in der 33. Spielminute für Hans Speth eingewechselt wurde.